# Éric Lacascade
Pour les articles homonymes, voir Lacascade.
Éric Lacascade est un comédien et metteur en scène de théâtre français.

## Biographie

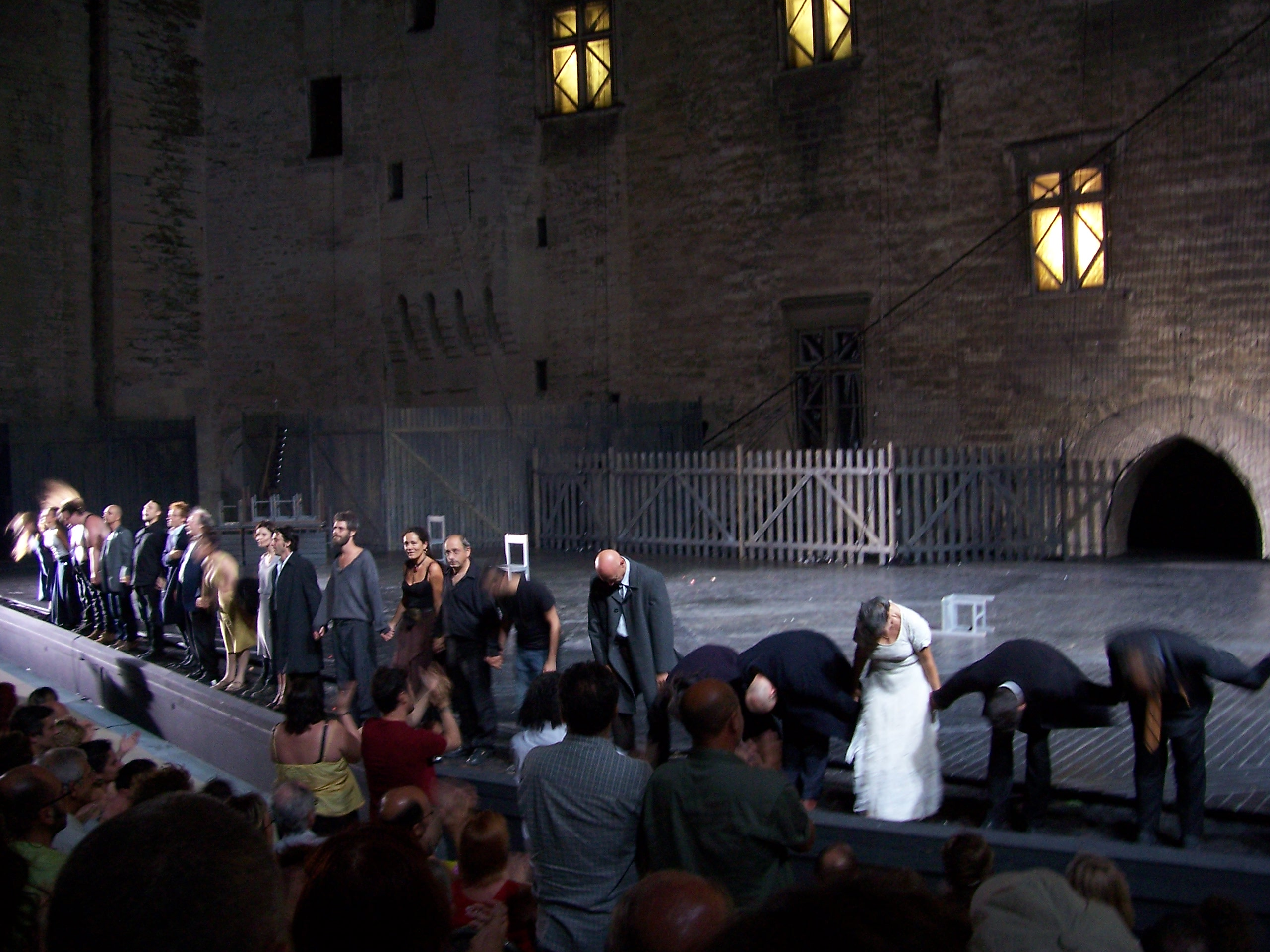
Éric Lacascade -au centre, en redingote- remercie le public de la cour d'honneur d'Avignon, été 2006

Enfant d'un ingénieur du bureau d'architecture municipal de Lille et d'une enseignante en lettres, Éric Lacascade est initié tôt au théâtre par la passion de ses parents.
Diplômé en sciences juridiques et sociales, il fonde en 1983 le Ballatum Théâtre avec Guy Alloucherie.
Il prend en 1997 la tête du Centre dramatique national de Normandie à Caen qu'il dirige en codirection avec Guy Alloucherie pendant huit mois ;  ils se sont quittés à la suite d'une divergence artistique.
Il a fait en 10 ans du Centre dramatique de Normandie un lieu de création reconnu dans le monde de la création théâtrale. « Chef de file d'une énergique troupe de comédiens, il est considéré par ses pairs comme l'un des metteurs en scène les plus inventifs de sa génération ». En parallèle, il a cherché à inscrire le CDN dans la ville et la région, en travaillant avec les écoles, l'université, les maisons des jeunes et de la culture, ou en proposant des cours de théâtre aux amateurs. Il quitte le CDN de Caen en 2006, en laissant un déficit  dû au dernier spectacle donné dans la Cour d'Honneur du Festival d'Avignon; pour le résorber il a demandé de pouvoir faire une saison de plus, ce qui lui a été refusé  ,.Il a contribué à résorber le déficit : en 2007 la subvention qui lui était attribuée a été versée à la Comédie de Caen.
Il se fait remarquer lors du Festival d'Avignon 2000 par sa mise en scène d'une trilogie Tchekhov avec Ivanov, La Mouette et Cercle de famille pour trois sœurs. Il revient deux ans plus tard et présente cette fois dans la Cour d'honneur du Palais des Papes, Platonov. En juillet 2006, sa dernière création pour la Comédie de Caen, Les Barbares de Gorki est présentée à la Cour d'honneur du Palais des Papes.
En 2010, son retour à la scène avec Les Estivants de Gorki est salué par la critique. En 2010 également, il crée en lituanien Oncle Vania d'Anton Tchekov avec les comédiens de la compagnie Oskaras Koršunovas. La pièce entre au répertoire du Théâtre national russe de Vilnius, et joue également à Séoul en Corée et au festival Octobre en Normandie.
Arrivé au terme de son mandat au CDN, il est remplacé le 1er janvier 2007 par Jean Lambert-wild, puis sa candidature au poste de directeur du Théâtre national de Toulouse échoue début 2007, à cause notamment, selon René Solis dans Libération, de son soutien au mouvement des intermittents contre le ministère de la Culture. Il a été mis en quarantaine pour cette raison et pour le déficit évoqué plus haut.
Il prend en septembre 2012 la direction pédagogique de l'école du théâtre national de Bretagne (Rennes) et ce jusqu'en décembre 2018.En 2017 il crée Les Bas Fonds de Gorki et obtient le prix de la Critique la même année.
Ses pièces se développent aujourd'hui à l'international avec des créations dans plus de 40 pays.

## Metteur en scène
- 1998 : Frôler les pylônes texte collectif, Théâtre national de Strasbourg
- 1998 : Fragment Le Songe d’une nuit d’été de William Shakespeare, avec le Groupe 30 de l’École dramatique supérieure du Théâtre national de Strasbourg, Festival d'Avignon, Comédie de Caen
- 2000 : Ivanov d'Anton Tchekhov, Festival d'Avignon, Comédie de Caen
- 2000 : Cercle de famille pour trois sœurs d'Anton Tchekhov, Festival d'Avignon, Comédie de Caen
- 2000 : La Mouette d'Anton Tchekhov, Festival d'Avignon, Comédie de Caen
- 2001 : Sonnets de William Shakespeare, Festival d'Avignon, Théâtre 71
- 2002 : Platonov d'Anton Tchekhov, Festival d'Avignon, Comédie de Caen
- 2003 : Chez Panique d'après Roland Topor, mise en scène avec Guy Alloucherie
- 2005 : Hedda Gabler d'Henrik Ibsen, Odéon-Théâtre de l'Europe Ateliers Berthier, Comédie de Caen
- 2005 : Pour Penthésilée d'après Heinrich von Kleist, Adaptation et mise en scène par Éric Lacascade et Daria Lippi. Joué aux ATP de Lunel, en novembre 2005.
- 2006 : Les Barbares de Maxime Gorki, Festival d'Avignon, Comédie de Caen, Théâtre national de la Colline, Théâtre du Nord
- 2010 : Les Estivants de Maxime Gorki, Théâtre national de Bretagne, Les Gémeaux, Théâtre national de Bordeaux en Aquitaine
- 2010 : Oncle Vania d'Anton Tchekhov, en collaboration avec Daria Lippi, Théâtre de Vilnius Oskaras Korsunovas.
- 2011 : Tartuffe de Molière, Théâtre Vidy-Lausanne, Les Gémeaux, Théâtre national de Bretagne
- 2014 : Oncle Vania de Tchekhov, Théâtre national de Bretagne, Théâtre de la Ville
- 2015 : Constellations, texte écrit par les élèves du Théâtre National de Bretagne - promotion VIII, avec Roland Fichet.
- 2017 : Les Bas-Fonds, de Maxime Gorki, Théâtre National de Bretagne.
- 2017 : Al Atlal, chant pour ma mère, d’après Ibrahim Nagi, création de Norah Krief
- 2018 : Constellations 2, Éric Lacascade et les comédiens de la Promotion IX de l’École du Théâtre National de Bretagne
- 2018 : Le cas Lucia J. [Un feu dans sa tête], de Eugène Durif
- 2019 : Balkonas (Le Balcon), de Jean Genet
- 2020 : L’Orage / Après l’Orage, de Cao Yu et Wan Fang
- 2022 : Œdipe Roi, d’après Sophocle

## Publication
- Au cœur du réel, Arles, France, Actes Sud, coll. « Papiers “Le Temps du théâtre” », 2017, 88 p.  (ISBN 978-2-330-07293-3)

## Lecture
- 2021 : Topaze, de Marcel Pagnol, Le Printemps des Comédiens - Montpellier